# Немачки Београд у 18. веку
Немачки Београд у 18. веку био је највећи део простора унутар варошких утврђења са изузетком Српске горње вароши у северозападном делу утврђења према Савској падини, настао у време аустријске окупације Београда у периоду између Пожаревачког мира 1718. године, којим је озваничено хабзбуршко освајање једног дела Србије, и Београдског мира 1739. године, када се после двадесет година аустријске владавине ова територија враћа у оквире Отоманског царства.

## Предуслови
Крајем 17. века, Хабзбуршка монархија је истерала Османлије из већег дела Панонске низије (укључујући Бачку и северозападни Срем), а границе успостављене 1699. године остављале су у саставу Турске царевине Баната и југоисточног Срема.
Када је српска етничка територија, 1716 — 1718, од Далмације, преко Босне и Херцеговине до Београда и Подунавља опет постала поприште новог аустријско-турског рата, који је водио принц Еуген Савојски, Срби су учествовали у борби на страни Аустрије. Османско царство је након овог рата Пожаревачким миром изгубило све територије у Подунављу (Банат и део Срема), северне делове данашње централне Србије и северну Босну, делове Далмације, Малу Влашку и Пелопонез. По одредбама Пожаревачког мира 1718. године Хабзбуршка монархија је (између осталог) од Османског царства добила и Београд са северним деловима данашње централне Србије.
Једна од првих мера Хабзбуршке монархије и нове аустријске управе у Србији након 1718 године, била је поново населити земљу запуштену, ратом опустошену и готово расељену, након ратова 1683-1689 и 1716-1718. године. Нашироко вођеном колонизационом политиком, довођени су или су сами долазили нови колонисти из суседних турских земаља, када су у питању били Срби, а из Немачке, када су се доводили страни колонисти. Срби се претежно насељавани по селима, а страни колонисти су довођени у градове, највише у Београд и његову околину, затим и у новоотворене руднике по Србији.

### Указ о уређењу Немачког Београда
Уласком у састав проширеног Хабзбуршког царства, Београд је постао главно погранично утврђење, али и полазиште за даље ратове против Турске на Балкану. Одлуком римско-немачког цара Карла VI, уобличеном у статуту (Das Statut der Belgrader Deutchenstadt von) из 1724. године, Београд је подељен на два дела: српски (савски) и немачки (дунавски).
Потом је следила нова наредба на основу једне царске резолуције, да се у неоаквистичким земљама могу насељавати примарно Немци али и остали римокатолици из целе Европе. По овој резолуцији 1726. године је наређено да се из немачке вароши под принудом иселе сви Срби са својом имовином, а у њој населе искључиво Немци католичке вере. Хабзбуршка власт је Јеврејима дозволила боравак у веома ограниченом броју, и то у српском делу Београда, на десној обали Саве, који се састојао од Горње и Доње, односно Нове вароши.
Како тадашњи Београд као оријентална варош са застарелим утврђењем није задовољавала велике планове Дворског ратног савета у Бечу, кренуло се сређивањем Београда како би он постао европски барокни град након опсежну реконструкције, не само Тврђаве него и читаве вароши.

## Положај и инфраструктура
На основу сачуваних планова Београда, из времена пре његовог поновног пада под турску власт, центар вароши Немачког Београда био је на дунавској страни, око Трговачке или Дуге улице која је спајала југоисточно подграђе Тврђаве и Видинску капију са спољним, варошким утврђењима и Царском капијом и око које су биле концентрисане најважнија здања тадашњег Београда.

### Трговачка улица
На почетку Трговачке улице, која се пружала из правца Тврђаве, одмах на самом почетку десно и лево, налазили су се Јени хан и Чизма хан.
Јени хан
Ова грађевина која је некада била караван сарај и безистан Мехмед-паше Соколовића, аустријске власти су прво уступиле на коришћење Јеврејима и „оријенталним трговцима“ за станове и радње, а после расељавања некатоличког становништва из Немачке вароши, администрација га је давала у закуп и служио је као складиште.
Чизма хан
Чизма хан је наколико пута мењао намену. Међутим највише је служио за смештај занатлија који су радили на изградњи Београдске тврђаве.
Низ кућа
Између Јени хана и простора око Командантове палате према регулационом плану пуковника Николе Доксата де Мореза, требало је да се, између осталог, обави потпуна трансформација Дуге или Трговачке улице са кућама исте елевације спојеним у крупније, правилне блокове. Једина сачувана зграда из периода аустријске владавине управо припада овом низу кућа. То је зграда у данашњој Душановој 10, која је идентификована као кућа ременарског мајстора и саветника у општинском већу Елијаса Флајшмана.
Гувернерова палата

Гувернерова палата или Командантов стан, заправо је био комплекс који се састојао из више одвојених објеката (четири зграде — стан генерала Марулија, са укупно 20 соба, четири кухиње и стражаре и две штале) и пространи парк. Неке од ових грађевина биле су део ранијег репрезентативног комплекса неког турског званичника, које су потом адаптиране за нове потребе.
Пиринч хан

Зграда старог турског Пиринч хана постала је војна апотека и добила, вероватно, декоративну барокну фасаду према Трговачкој улици.
Језуитска резиденција са црквом и школом и главни градски трг
Кратко бочно крило језуитске резиденције, са главном фасадом и са прочељем цркве, чија је градња започета 1732. године, било је окренуто према тргу и до краја аустријске владавине вероватно још није био завршен.
Језуитски трг
Језуитски трг испред језуитске цркве био је најважније место Немачке вароши. На њему се налазило јавно купатило – преуређен турски амам, зграда главне страже и бивша џамија преуређена у позориште.
Градска болница
Једна од репрезентативних зграда била је градска болница Светог Јована.
Део од Трговачке до Дунавске улице
У делу Немачке вароши који се од Трговачке улице спуштао према Дунавској улици и Дунаву, било је неколико верских објеката међу којима су најважнији:
- тринитарска црква – стара Шехитлук џамија (између језуитског комплекса и солане)
- јерменска црква – некадашња Зејнудин-агина џамија,[13][тражи се извор]
- стара јеврејска синагога, иза Чизма-хана, у непосредној близини пиваре
- катедрална црква, преправљена Чохаџи Хаџи-алијина џамија (данашња Бајракли џамија), која је 1729. додељена београдско-смедеревском бискупу Антону грофу од Турна и Валсасине.

У овом делу улице поред верских објаката налазио се и комплекс царске пиваре и Нова солана – изграђени почетком 1740-тих на месту ранијег војничког турског гробља.

## Крај Немачке вароши
Након што је 4. септембра 1739. после краткотрајне опсаде Београд предат Турцима, Београдским миром потписаним 18. септембра 1739. године, Сава и Дунав су поново су постале граница два царства. Према одредбама мира, Немци су морали да изнесу ратни материјал и поруше сва новоизграђена спољна утврђења. Рушење је завршено 6. јула 1740. Следећег дана је одржана свечана церемонија ратификације мировног уговора, у посебно украшеном шатору постављеном на једном сплаву на Сави.

Немачки Београд је поново, за кратко време, добио одлике оријенталне вароши. У октобру, када је све већ увелико било готово, римско-немачки цар Карло VI умире уз речи: 
| „ | Београд је узрок моје смрти. На грудима осећам цео Београд како ме својом тежином гуши. | ” |